# Rossel (eiland)
Rossel of Yela is een eiland van Papoea-Nieuw-Guinea. Het behoort tot de provincie Milne Bay en is onderdeel van de eilandengroep de Louisiaden.

## Beschrijving
Het is een vulkanisch eiland dat 34 km lang is van oost naar west en 11 km breed en een oppervlakte van 262,5 km². In 1978 werd de bevolking geschat op 3000 personen. De hoofdplaats is Jinjo aan de oostkust. Het eiland is zwaar bebost. De hoogste berg is 838 m (Mount Rossel). Rondom het eiland ligt een groot koraalrif dat zich zowel oostelijk als westelijk uitstrekt en in totaal 85 km lang is.

## Fauna
Op het eiland komen 81 vogelsoorten voor waaronder de Goulds stormvogel die als kwetsbaar staat op de Rode Lijst van de IUCN. en de endemische rosselpitta (Erythropitta meeki, ook wel als ondersoort van de roodbuikpitta opgevat).
De volgende zoogdieren komen er voor: Polynesische rat (Rattus exulans) (geïntroduceerd), Phalanger intercastellanus, Melomys arcium, Dobsonia pannietensis, Grote buisneusvleerhond (Nyctimene major), Pteropus conspicillatus, Pteropus hypomelanus, Syconycteris australis en Hipposideros cervinus.